# Borrentin
Borrentin – gmina w Niemczech, wchodząca w skład Związku Gmin Demmin-Land w powiecie Mecklenburgische Seenplatte, w kraju związkowym Meklemburgia-Pomorze Przednie.